# FK Smederevo
Fudbalski klub Smederevo (sârbă : Фудбалски клуб Смедерево) este un club de fotbal din Smederevo, Serbia.Echipa susține meciurile de acasă pe Fortress Stadium cu o capacitate de 17.200 locuri.